# Базалійський замок
Базалійський замок - фортифікаційно-архітектурна споруда 1570 та 1615 рр.  Розташована у с. Базалія Теофіпольського району Хмельницької області на березі р. Случ.

## Історія
У Енциклопедії сучасної України зазначено "Базалія заснована 1570 як місто із замком воєводою київським і маршалком волинським князем Костянтином-Василем Острозьким" Із книги І. Стасюка дізнаємось: "Базалія не раз зазнавала спустошень від татарських набігів. Так, у 1593 р. на містечко напали татари і завдали йому великих руйнувань. Багато людей було знищено, забрано у полон. Ще більшого спустошення містечко зазнало від нападу тридцятитисячної татарської орди у 1618 р. Як розповідали очевидці, татари всі фільварки, гумна (господарчі двори з будівлями) і хутори біля Базалії розорили так, що не залишилося і кола, спалили містечко..." З написаного можна зробити висновок, що під час татарських нападів і було знищено Базалійський замок.

## Будівля
У статті О. Рибчинського зазначено: "В західній стороні Базалії знаходилося  передмістя укріплене високим земляним валом із мокрим ровом, на якому був дерев'яний паркан, обліплений глиною, що завершувався гонтовим дашком. У 1615 р. дані вали під впливом води були зруйновані. У 1615 р. під впливом води вали осипалися. У місті було три деревяні брами, над якими збудували башти з ґонтовими дахами і провітриками. Наріжних башт в паркані навколо міста 8. Усі вони покриті ґонтом. У південній частині розташовувався деревяний". " "Пригородок валом оточений, з двох боків башти паркани покриті ґонтовим дахом. Міст через рів з поручнем обіруч. Брама до пригородка, на якій висока деревяна башта, покрита ґонтом. Ворота зі штабою та скобою залізними. Фіртка на залізних завісах, з антабкою та клямкою. Ліворуч княжий дім, обліплений глиною та побілений, із дахом покритим ґонтом. На долі велика столова світлиця, до неї двері на завісах, з антабкою та клямкою. Тут є кахлева піч з мурованим комином. Шість вікон із скляними блонями. Віконниці на завісах із гачками. Тут є два довгі столи. Друга світлиця. До неї двері на залізних завісах, із антабкою та клямкою. У ній є кахлева зелена  піч та лави з двох боків. Чотири вікна зі скляними блонями. Віконниця на завісах з гачками. Кімната, двері до якої на завісах із клямкою. Комірка потребна, двері до якої на завісах із защіпкою та скобою. Третя світлиця розташована навпроти столової ізби. До неї двері на завісах із антабою, клямкою та гачком. У ній є зелена піч, лави з двох боків та поміст із тарчиць. Чотири вікна зі скляними блонями. Віконниці на завісах. Кімната, двері до якої на завісах із антабою та гачком. Комірка потребна, двері до якої на завісах із залізним гачком. В сінях два замки на завісах. До сіней двері на завісах із клямкою, штабою, скобою. Комини біля печей муровані та побілені, виведені понад дах. Вхід на гору тарчицями оббитий. У ньому двері на залізних завісах із антабкою, клямкою, штабою, скобою та деревяною запорою. Зала на горі огороджена тарчицями, підлога з дилів. Є дві лави".
Беручи до уваги те що замок було зруйновано більше інформації про Базалійський замок не знайдено.

## Сучасний стан
На сьогодні про оборонну систему Базалії уже нічого не нагадує, окрім валів. Лише на Шкільному провулку, простежується обвалована ділянка із залишками бастіону. У південно-західній частині містечка частково зберігся зовнішній вал. Цей куток місцевості дотепер зовуть Заваллям.